# Riu de Sorteny
Riu de Sorteny är ett vattendrag i Andorra. Det ligger i parroquian Ordino, i den norra delen av landet. Vattendraget mynnar i Riu de Rialb.
I trakten runt Riu de Sorteny växer i huvudsak barrskog.